# Eulalia lapsus
Eulalia lapsus är en ringmaskart som beskrevs av Pleijel 1991. Eulalia lapsus ingår i släktet Eulalia och familjen Phyllodocidae. Inga underarter finns listade i Catalogue of Life.